# Skottlands damlandslag i fotboll
Skottlands damlandslag i fotboll representerar Skottland i fotboll på damsidan. Landslaget spelade sin första match den 18 november 1972 hemma mot England. De har aldrig kvalat in till OS med spelade sitt första världsmästerskap när landet lyckades kvala in till VM i Frankrike år 2019. Claire Emslie blev historisk som Skottlands första målskytt i ett VM när hon satte 1-2-målet i den första gruppspelsmatchen mot England.
Skottland kvalade sig in till och deltog i EM 2017 där de blev utslagna i gruppspelet.